# XXII Congresso del Partito Comunista dell'Unione Sovietica
Il XXII Congresso del Partito Comunista dell'Unione Sovietica (PCUS) si svolse dal 17 al 31 ottobre del 1961 nel Palazzo dei Congressi del Cremlino, che era stato appena realizzato, e vide la partecipazione di un elevatissimo numero di delegati, ben 4.800.

## I lavori
In una fase di espansione del socialismo su scala planetaria, il Congresso considerò completata la costruzione del socialismo in Unione Sovietica, che era prevista dal secondo programma, approvato nel 1919, e varò il terzo programma, consistente nella definitiva costruzione della società comunista, da ultimarsi nel giro di venti anni.
Un altro elemento chiave del Congresso fu l'aggravamento, da parte di Nikita Chruščёv, del processo a Stalin, che si concretizzò nell'aperto attacco al cosiddetto "gruppo antipartito", composto da Molotov, Malenkov, Kaganovič, Vorošilov, Bulganin, Saburov, Pervuchin, Šepilov; e in gesti fortemente simbolici come la ridenominazione della città di Stalingrado in Volgograd o la rimozione del corpo di Stalin dal mausoleo di Lenin.
Chruščёv prese posizione duramente anche contro il regime albanese filostalinista di Enver Hoxha. Le posizioni espresse dal segretario del PCUS furono contestate dal rappresentante del Partito Comunista Cinese Zhou Enlai, che abbandonò anticipatamente i lavori.
Il XXII Congresso elesse inoltre un Comitato centrale composto da 175 membri effettivi e 155 candidati ed apportò modifiche allo Statuto del PCUS, nel quale venne rafforzato il carattere collettivo della gestione del partito, che venne ridefinito «partito di tutto il popolo sovietico».